# Pomezí nad Ohří
Pomezí nad Ohří (in tedesco Mühlbach) è un comune ceco del distretto di Cheb, nella regione di Karlovy Vary.

## Geografia fisica
I comuni limitrofi sono Pomezna, Fischern e Schirnding ad ovest, Cetnov, Luzna, Hurka, Dobrosov, Krapice, Ostroh, Seichenreuth e Poustka a nord, Horni Pelhrimov e Skalka ad est e Horni Hranicna, Pechtnersreuth, Seedorf e Munchenreuth a sud.
Pomezí si trova nel Fichtelgebirge, sulla riva destra dell'Ohře, sul lago artificiale di Skalka. A sud del paese corre il tronco ferroviario Norimberga-Cheb, a ovest passa la strada statale 6/E 48 da Karlovy Vary a Schirnding. A sud est si elevano la Zelená hora (637 m).

## Storia
La prima menzione scritta del comune risale al 1322. Durante il XV e il XVI secolo il paese fu devastato da diverse truppe di passaggio sulla via imperiale tra Norimberga e Cheb, che attraversava Pomezí. Nel 1575 emerse un'importante cava d'ardesia. Dal 1714 il villaggio recò il nome di Mühlbach. Nell'anno 1785 fu fondata una fabbrica d'allume, esistita fino al 1833. Tra il 1841 e il 1922 fu condotto lo scavo di molti pozzi carboniferi.
Dopo l'abolizione della signoria fondiaria, dal 1850 Mühlbach si costituì in comune del distretto di Eger (Cheb) con le frazioni Liebeneck, Rathsam, Pirk, Oberkunreuth, Unterkunreuth e Zettendorf. Con l'entrata in funzione del tronco Schirnding-Eger, nel 1883, il paese ottenne un raccordo ferroviario. Nell'anno 1900 iniziò la costruzione del ponte di Markhausen (Pomezná). Fino a quel momento v'era a Mühlbach un guado del fiume. Tra il 1906 e il 1907 sorse un altro piccolo ponte ad arco di cemento, che sarebbe stato distrutto durante la seconda guerra mondiale. Nel 1921 Rathsam divenne parte del comune di Markhausen. In seguito all'accordo di Monaco del 1938, Mühlbach fu assegnata al Terzo Reich e fino al 1945 appartenne al distretto di Eger. Negli ultimi giorni della seconda guerra mondiale, presso il paese si svolsero azioni militari. La scuola e quattro abitazioni civili ne restarono gravemente danneggiate. La Wehrmacht fece saltare il ponte di Eger e interruppe così il collegamento con Pirk e Zettendorf. Finita la guerra, il comune tornò alla Cecoslovacchia. Nel 1946 Mühlbach si componeva di 99 case. Il comune fu rinominato Pomezí nad Ohří il 1º agosto 1947. Dopo l'espulsione dei tedeschi vivevano a Pomezí 256 cechi e slovacchi. La costruzione della cortina di ferro negli anni 1950 frenò lo sviluppo del paese. Il confine attraversava la zona, i campi ricadevano entro delle recinzioni e i boschi erano in parte sbarrati. I paesi vicini Pomezná e Horní Pelhřimov furono completamente demoliti.
Tra il 1962 e il 1965 fu sbarrato il corso dell'Ohře. La diga di Skalka servì dapprima al fabbisogno energetico e d'acqua potabile di Cheb. Dopo il completamento della diga di Horka, il lago artificiale fu reso disponibile per fini ricreativi. Nel 1965 avvenne l'incorporamento delle frazioni Bříza e Cetnov, isolate dalla diga, nella città di Cheb. Nel 1973, mercé l'accresciuto traffico camionale per il valico di frontiera di Schirnding, la posa della strada statale 6.
Nel 1976 Pomezí perse la sua autonomia da Cheb. Dal 1990, la città è tornata comune indipendente. Essa appartiene alla microregione Chebsko. Nell'anno 2008, la stazione ferroviaria di Pomezí nad Ohří, chiusa dal 1945, fu reinaugurata; il 15 giugno 2008 rientrò in funzione nella tabella di marcia come fermata a richiesta dei treni tra Marktredwitz e Cheb .

## Società

### Evoluzione demografica
| Anno        | 1930 | 1939 | 1946 (10 luglio) | 2006 | 2007 | 2011 |
| ----------- | ---- | ---- | ---------------- | ---- | ---- | ---- |
| Popolazione | 631  | 626  | 423 (53 cechi)   | 110  | 132  | 148  |

## Monumenti
- Chiesa di San Giacomo
- Rovine di Liebeneck
- Lago artificiale di Skalka
- Torre di Bismarck sulla Zelená hora
- Parco naturale del Fichtelgebirge sul monte Výhledy (Oberkunreuthberg) nel crinale del Kohlwald, a sud del paese sul confine di Stato
- Rovine della chiesa di Horní Pelhřimov (Ober Pilmersreuth), a sud est del paese
- Riserva naturale di Pomezní rybník, a ovest sul confine bavarese
- Riserva naturale di Rathsam, a nord ovest sul confine bavarese
- Rovine del forte di Frankenturm a Pomezná, a nord ovest del paese

## Geografia antropica

### Frazioni
- Pomezí nad Ohří
- Hraničná